# Hydrobryum griffithii
Hydrobryum griffithii là một loài thực vật có hoa trong họ Podostemaceae. Loài này được (Wall. ex Griff.) Tul. mô tả khoa học đầu tiên năm 1849.